# Raphael Patai
Raphael Patai; רפאל פטאי, en hebreo  (Budapest, 22 de noviembre de 1910 - Tucson, 20 de julio de 1996) nacido Ervin György Patai, fue un etnógrafo, historiador, orientalista y antropólogo húngaro judío.

## Biografía

### Padres
Raphael Patai era hijo de Edith Ehrenfeld y de József Patai. Ambos padres hablaban húngaro y alemán con fluidez, y educaron a sus hijos para que fueran perfectamente fluidos tanto en húngaro como en alemán.
Su madre nació en la ciudad austrohúngara de Gran Varadino, en la actual Rumanía, de padres judíos que hablaban alemán pero que expresaron su compromiso con el nacionalismo magiar y enviaron a su hija a escuelas en idioma húngaro.
Su padre era una figura literaria prominente, autor de numerosos escritos sionistas, incluyendo una biografía de Theodor Herzl. József Patai fue fundador y director de la revista política y cultural judía Mult és jövő (‘pasado y futuro’, 1911-1944), una publicación que fue revivida en 1988 por János Kőbányai en Budapest. József Patai también escribió una Historia de los judíos en Hungría, y fundó una organización sionista en Hungría que procuró el apoyo a la solución de los judíos que vivían en el Mandato Británico de Palestina.

### Educación
Patai nació en Budapest, capital de Transleitania en 1910. Estudió en los seminarios rabínicos en la Universidad de Budapest y en la Universidad de Breslavia, en la que recibió una licenciatura en Lenguas Semíticas y en Historia Oriental. En 1933 ―a los 22 años de edad― se trasladó a Palestina, e ingresó a la Universidad Hebrea de Jerusalén, donde en 1936 recibió el primer doctorado otorgado por esa universidad. En 1939, sus padres migraron desde Budapest y vivieron con él. Patai regresó brevemente a Budapest, donde completó su ordenación como rabino en el Seminario Rabínico de Budapest de orientación heterodoxa (Judíos neólogos).

### Carrera
Entre los años treinta y principios de los cuarenta Patai enseñó en la Universidad Hebrea de Jerusalén y se desempeñó como secretario del Technion de Haifa. En 1944 fundó el Instituto de Folclor y Etnología de Palestina, sirviendo como su director de investigación durante cuatro años.
En 1947, Patai se mudó a Nueva York con una beca del Fondo Vikingo para Investigación Antropológica. Estudió la historia de los judíos en México. Patai se estableció en Estados Unidos, y en 1952 se convirtió en ciudadano naturalizado. Ocupó el puesto de profesor visitante en varias de las universidades más prestigiosas del país, incluyendo Columbia, Pensilvania, Nueva York, Princeton y Ohio. Entre 1948 y 1957 ocupó cátedras de Antropología en la Universidad Dropsie y en la Universidad Fairleigh Dickinson. En 1952 las Naciones Unidas le pidieron que dirigiera un proyecto de investigación sobre Siria, Líbano y Jordania para el área de Relaciones Humanas.
El trabajo de Patai fue muy amplio, pero se centró principalmente en el desarrollo cultural de los antiguos hebreos y los israelitas, en la historia y la cultura judía, y en la antropología del Oriente medio en general. Fue autor de cientos de artículos académicos y de varias docenas de libros, entre ellos tres volúmenes autobiográficos.
Raphael Patai falleció en Tucsón (estado de Arizona) el 20 de julio de 1996, a la edad de 85 años.

## Premios
En 1936, Patai recibió ―junto con Moshe Zvi Segal― el Premio Bialik para el pensamiento judío.

## Vida personal
Patai se casó con Naomi Tolkowsky, cuya familia se había trasladado a Palestina a principios del siglo XX. Tuvieron dos hijas, Jennifer (n. 1942) y Daphne (n. 1943).
Su hermano Saúl Patai (1918-1998) fue durante mucho tiempo profesor de Química Orgánica en la Universidad Hebrea de Jerusalén.